# Frank Loomis
Frank Farmer Loomis, Jr. (Saint Paul, 22 augustus 1896 – Tarpon Springs, 4 april 1971) was een Amerikaanse hordeloper, die gespecialiseerd was in de hordelopen. Hij werd olympisch kampioen en meervoudig nationaal kampioen op deze discipline. Ook bezat hij ruim vijf jaar het wereldrecord op de 400 m horden.
Alhoewel hij in 1917 en 1918 Amerikaans kampioen werd op de 220 yard horden en in 1920 op de 440 yard horden behoorde hij op de Olympische Spelen van 1920 in Antwerpen niet tot de favorieten. De grote favoriet was zijn landgenoot John Norton die twee maanden voor de Spelen het wereldrecord verbeterde naar 54,2 s. Loomis won desondanks op eenvoudige wijze gouden op de 400 m horden. Met een wereldrecordtijd van 54,0 s troefde hij John Norton met 0,6 seconden verschil af. Zijn landgenoot August Desch maakte het Amerikaanse podium compleet door het brons te winnen in 54,7 s.

## Titels
- Amerikaans kampioen 220 yard horden - 1917, 1918
- Amerikaans kampioen 440 yard horden - 1920

## Palmares

### 400 m horden
- 1920:  OS - 54,0 s

1900: John Tewksbury ·
1904: Harry Hillman ·
1908: Charles Bacon ·
1920: Frank Loomis ·
1924: Morgan Taylor ·
1928: David Burghley ·
1932: Bob Tisdall ·
1936: Glenn Hardin ·
1948: Roy Cochran ·
1952: Charles Moore ·
1956: Glenn Davis ·
1960: Glenn Davis ·
1964: Rex Cawley ·
1968: David Hemery ·
1972: John Akii-Bua ·
1976: Edwin Moses ·
1980: Volker Beck ·
1984: Edwin Moses ·
1988: André Phillips ·
1992: Kevin Young ·
1996: Derrick Adkins ·
2000: Angelo Taylor ·
2004: Félix Sánchez ·
2008: Angelo Taylor ·
2012: Félix Sánchez ·
2016: Kerron Clement ·
2020: Karsten Warholm ·
2024: Rai Benjamin
- Bibliothèque nationale de France: cb16628969t (data)
- International Standard Name Identifier: 0000 0004 5098 4917
- Virtual International Authority File: 316737878